# اجین پردایز
اجین پردایز (به انگلیسی: Aegean Paradise) یک کشتی است که طول آن ۱۷۴ متر (۵۷۰ فوت ۱۰ اینچ) می‌باشد. این کشتی در سال ۱۹۹۰ ساخته شد.